# Urška Lampret
Urška Lampret (dekliški priimek Rožman), slovenska smučarska skakalka, teologinja in filozofinja,  * 25. november 1987, Kranj.
Urška Lampret se je rodila 1987, Ani in Janezu Rožman, ter je bila tretja od šestih otrok. Ima štiri brate: Davida, Janeza, Domna in Bernarda, ter sestro Lucijo Rožman. Osnovno šolo je obiskovala v Predosljah pri Kranju. Šolanje je nadaljevala na Gimnaziji Kranj.
Bila je članica SK Triglav Kranj od leta 1993 - 2005. Poleg Tanje Volčjak (SSK Žirovnica) je prva slovenska smučarska skakalka, ki se je začela ukvarjati s smučarskimi skoki v Sloveniji in je tekmovala na mednarodnem nivoju (FIS pokal, celinski pokal in Grand Prix). Svojo kariero je zaključila zaradi poškodbe kolka. 
Po koncu športne kariere se je posvetila študiju teologije (2006 - 2011). Diplomirala je na področju pastoralne teologije. Diplomsko delo ima naslov: Kateheza - priložnost za celostno učenje, pod mentorstvom Stanka Gerjolja. Doktorirala je na Inštitutu za Filozofijo in družbeno etiko na Teološki fakulteti pod mentorstvom Vojka Strahovnika. Področje raziskovanja: Idejno nasprotje med krščanstvom in komunizmom. 2021 je bila habilitirana v naziv docenta za področja Filozofije, Religiologije in Etike na Fakulteti za pravo in ekonomijo. 
Februarja 2011 se je poročila z Brankom Lampretom, s katerim imata tri otroke.